# 177e méridien est
En géographie, le 177e méridien est est le méridien joignant les points de la surface de la Terre dont la longitude est égale à 177° est.

## Géographie

### Dimensions
Comme tous les autres méridiens, la longueur du 177e méridien correspond à une demi-circonférence terrestre, soit 20 003,932 km. Au niveau de l'équateur, il est distant du méridien de Greenwich de 19 703 km,.
Avec le 3e méridien ouest, il forme un grand cercle passant par les pôles géographiques terrestres.

### Régions traversées
En commençant par le pôle Nord et descendant vers le sud au pôle Sud, Le 177e méridien est passe par:
| Coordonnées           | Pays, territoire ou mer  | Notes |
| --------------------- | ------------------------ | --- |
| 90° 00′ N, 177° 00′ E | Océan Arctique           | |
| 72° 15′ N, 177° 00′ E | Mer de Sibérie orientale | |
| 69° 37′ N, 177° 00′ E | Russie                   | Tchoukotka |
| 62° 31′ N, 177° 00′ E | Mer de Bering            | Passe juste à l'ouest de l'île Kiska, Alaska, États-Unis (à 51° 53′ N, 177° 12′ E) |
| 52° 00′ N, 177° 00′ E | Océan Pacifique          | Passe juste à l'est de l'atoll Arorae, Kiribati (à 2° 40′ S, 176° 51′ E) Passe juste à l'ouest de l'atoll Nui, Tuvalu (à 7° 13′ S, 177° 08′ E) Passe juste à l'ouest de l'île Rotuma, Fidji (à 12° 30′ S, 177° 01′ E) Passe juste à l'est de l'île Île Viwa (en), Fidji (à 17° 09′ S, 176° 55′ E) Passe juste à l'ouest de l'île Waya, Fidji (à 17° 16′ S, 177° 06′ E) Passe juste à l'ouest des îles Mamanuca, Fidji (à 17° 35′ S, 177° 04′ E) Passe juste à l'ouest de l'île Île White , Nouvelle-Zélande (à 37° 31′ S, 177° 09′ E) |
| 37° 56′ S, 177° 00′ E | Nouvelle-Zélande         | Île du Nord — ppasse par la ville de Whakatane (à 37° 58′ S, 177° 00′ E) |
| 39° 17′ S, 177° 00′ E | Océan Pacifique          | Baie de Hawke (en) |
| 39° 38′ S, 177° 00′ E | Nouvelle-Zélande         | Île du Nord |
| 39° 47′ S, 177° 00′ E | Océan Pacifique          | |
| 60° 00′ S, 177° 00′ E | Océan Austral            | |
| 77° 50′ S, 177° 00′ E | Antarctique              | Dépendance de Ross, Liste des territoires revendiqués par la Nouvelle-Zélande |